# Rodrigo Junior Paula Silva
Rodrigo Junior Paula Silva, mais conhecido como Digão (Duque de Caxias, 7 de maio de 1988), é um ex-futebolista brasileiro que atuava como zagueiro.

## Carreira

### Fluminense
Em 2009 durante a redenção do time carioca no campeonato nacional foi parte importante da defesa mostrando muita raça e disposição. Ele é um zagueiro que chega bem ao ataque. Sofreu uma séria lesão no tornozelo no ano de 2010 e quase parou de jogar, mas por sua garra, está jogando de titular novamente no ano de 2011. Fez sua estreia pelo clube tricolor no dia 12 de fevereiro de 2009 na vitória de 2-1 sobre o Americano, jogo que foi válido pela Taça Guanabara.
No dia 3 de Novembro de 2011, Digão renovou com o Fluminense até Dezembro de 2013.
Marcou o primeiro gol como profissional e no Fluminense em 1 de setembro de 2012.Na Partida contra o Figueirense em que terminou 2 a 2. No mesmo ano marcou seu segundo contra o Grêmio em 17 de outubro na partida em que o jogo terminou também em empate 2–2.Desfalcou sua equipe no jogo contra o Grêmio em 20 de fevereiro de 2013, pela Libertadores.
Em 2013, no início do campeonato brasileiro, marcou pela primeira vez em sua carreira dois gols em uma só partida contra o Criciúma fazendo os dois primeiros gols do time na vitória por 3–0 em 2 de junho de 2013.Renovou com o Fluminense até dezembro de 2015 no dia 4 de junho de 2013.

### Al-Hilal
Acertou em 30 de dezembro de 2013 com o Al-Hilal, mesmo time de Thiago Neves (seu ex-companheiro no Fluminense), o Fluminense receberá 2 milhões de euros, cerca de R$ 6,5 milhões. O clube das Laranjeiras terá direito a R$ 3,25 milhões por ser dono de 50% dos direitos econômicos do zagueiro.

### Al-Sharjah
Em agosto de 2016, Digão foi confirmado como novo reforço do Al-Sharjah.

### Cruzeiro
Em 13 de agosto de 2017, Digão estreou pelo Cruzeiro na derrota para o São Paulo por 3–2 no Morumbi. O zagueiro ainda foi expulso aos 52 minutos do 2º tempo.

### Retorno ao Fluminense
Em 28 de junho de 2018, Digão foi emprestado para o Fluminense. No dia 4 de janeiro de 2019, o empréstimo de Digão foi renovado por mais uma temporada. No dia 8 de dezembro de 2020, ele rescindiu seu contrato com o clube para ir ao Buriram United, da Tailândia.

## Títulos
Fluminense
- Campeonato Brasileiro: 2010, 2012
- Taça Guanabara: 2012
- Campeonato Carioca: 2012
- Taça Rio: 2020

Al-Hilal
- Copa do Rei Árabe: 2015

Cruzeiro
- Campeonato Mineiro: 2018